# Gänsbach (Merkenfritzerbach)
Der Gänsbach ist der etwa viereinhalb Kilometer lange rechte und nördliche Quellbach des Merkenfritzerbaches im hessischen Wetteraukreis.
Manche sehen Gänsbach nur als Bezeichnung für den Oberlauf des Merkenfritzerbaches an.

## Geographie

### Verlauf
Der Gänsbach entspringt auf einer Höhe von etwa  467 m ü. NHN  in einem kleinen Nadelwald nordöstlich von Gedern nördlich der B 275. Er fließt zunächst südwestwärts durch das Waldgewann Seife, kreuzt dann die B 275 und läuft danach in Richtung Westsüdwest parallel zu der Bundesstraße durch den Tempelswald. Beim Waldgewann Tempelstrieb biegt er nach links ab, zieht nun südwärts durch Grünland und erreicht dann den Nordostrand von Gedern, wo er seine Laufrichtung nach Südwest ändert. Er unterquert dort einen Sportplatz und wird anschließend zum Gänsweiher angestaut. Östlich der Lauterbacher Straße fließt ihm auf seiner rechten Seite ein Wiesenbächlein zu. Er zieht nun wieder südwärts und vereinigt sich schließlich bei der Ecke Am Stillhof/Weningser Straße  auf einer Höhe von etwa  301 m ü. NHN mit dem Mühlbach zum Merkenfritzerbach.

### Flusssystem Nidder
- Fließgewässer im Flusssystem Nidder

## Charakter
Der Gänsbach ist ein silikatischer Mittelgebirgsbach. Sein ökologischer Zustand wird mit gut bewertet.